# طويبة شيخ حاتم (جهاد)
طويبة شيخ حاتم (بالفارسية: طویبه شیخ حاتم) هي قرية تقع في إيران في قسم جهاد الريفي. يقدر عدد سكانها بـ 200 نسمة بحسب إحصاء 2016.